# Yasuhiko Moriwaki
Yasuhiko Moriwaki –en japonés, 森脇 保彦, Moriwaki Yasuhiko– (7 de mayo de 1952) es un deportista japonés que compitió en judo. Ganó dos medallas en el Campeonato Mundial de Judo en los años 1979 y 1981.

## Palmarés internacional
| Campeonato Mundial | Campeonato Mundial        | Campeonato Mundial | Campeonato Mundial |
| Año                | Lugar                     | Medalla            | Categoría          |
| ------------------ | ------------------------- | ------------------ | ------------------ |
| 1979               | París (Francia)           | Medalla de bronce  | –60 kg             |
| 1981               | Maastricht (Países Bajos) | Medalla de oro     | –60 kg             |